# Fabryo Corporation
Fabryo Corporation este o companie prezentă pe piața de lacuri și vopsele decorative din România. Portofoliul companiei cuprinde vopsele, lacuri, emailuri, amorse și grunduri, comercializate exclusiv pe piața românească sub mărcile savana, INNENWEISS și ROST.
În anul 1994,  se înființează societatea comercială Guzu Chim Prod Com SRL. În 2003, se lansează marca savana. În 2006, fondul de investiții suedez Oresa Ventures cumpără 49% din acțiunile Guzu Chim  și începe procesul de re-branding al companiei sub noul nume de Fabryo Corporation. Fabryo vine de la faber, adică meșteșugar, creator. 
În februarie 2009, Oresa Ventures devine unic acționar și astfel se desăvârșește procesul de transformare a organizației dintr-un antreprenoriat local într-o companie nouă. Tot în 2009 Fabryo Corporation ajunge lider de piață în industria de lacuri și vopsele decorative din România. În urma unei investiții de peste 20 milioane de EUR, derulate din 2006 până în prezent, compania deține una din cele mai mari platforme de producție de vopsele și lacuri decorative din Europa de sud-est, desfășurată pe 50.000 de m2, cu o capacitate de producție de 250 t pe zi și peste 250 de salariați. 
Fabryo Corporation se concentrează pe inovație, între 2006 și 2012, compania lansând peste 30 de produse noi, marea majoritate cu beneficii unice pe piața de profil, fiind adaptate la condițiile climatice din România.
O categorie de produse prin care Fabryo Corporation se diferențiază este gama savana cu Teflon Surface Protector, aditiv introdus inițial în compoziția vopselelor superlavabile și, ca urmare a succesului înregistrat, ulterior în cea a lacurilor și emailurilor. Fabryo Corporation are propriul sistem de colorare SCS (savana color safari) cu un paletar propriu de peste 1.000 de nuanțe de vopsea superlavabilă colorată de interior și exterior savana și peste 180 de nuanțe de tencuială și vopsea decorativă structurată. 
Compania deține cea mai extinsă rețea națională de colorare computerizată din industrie, cu peste 640 de mașini și o rețea de franciză în piața tradițională de bricolaj – renovis.
Principala marcă a Fabryo Corporation, savana, a fost distinsă cu diverse premii ale industriei de publicitate (Effie, Internetics), între anii 2009 si 2011.
Fabryo Corporation a inițiat prima campanie integrată de culoare din România, a dezvoltat o rețea de franciză din segmentul de bricolaj, renovis, și a creat o campanie Do-it-Yourself pentru educarea consumatorului final.
La 19 septembrie 2012, acționarii Fabryo Corporation și Atlas Paints anunțau că au ajuns la un acord cu privire la fuziunea operațiunilor de materiale de construcții ale celor două companii, iar tranzacția a primit avizul de la Consiliul Concurenței la începutul anului 2013. 
Atât Fabryo Corporation, cât și Atlas Paints se numără printre jucătorii importanți pe piața vopselelor și tencuielilor decorative. În plus, Atlas Corporation este producător și distribuitor de produse de termoizolare, adezivi și mortare pentru construcții și produse de hidroizolare. 
Atlas Corporation a trecut printr-un proces de divizare a operațiunilor, în urma căruia divizia de materiale de construcții s-a constituit într-o companie separată, denumită Atlas Paints. Atlas Paints și Fabryo Corporation au devenit parte din același grup.